# Route nationale 320
Pour les articles homonymes, voir Route nationale 320 (homonymie).
La route nationale 320, ou RN 320, est une route nationale française antenne de la route nationale 20 qui relie le département de l’Ariège aux Pyrénées-Orientales, mais sans passer par le tunnel du Puymorens. Elle a son origine à L'Hospitalet-près-l'Andorre et se termine à Porté-Puymorens au pied de la Tour Cerdane.
Son tracé fut occupé par la Route nationale 20 jusqu'à l'ouverture du tunnel en 1994.
Avant les déclassements de 1972, la RN 320 reliait Dieppe à Moreuil.
Voir l'ancien tracé de la RN 320 sur Google Maps
La loi n° 2022-217 du 21 février 2022 prévoit le transfert des routes nationales aux collectivités volontaires. La nationale 320 sera mise à disposition en intégralité à la région Occitanie. Initialement prévu le 1er janvier 2024, elle se fera au plus tôt au 1er janvier 2025

## Ancien tracé de Dieppe à Moreuil
Les communes traversées étaient :
- Dieppe (km 0)
- Envermeu (km 11)
- Londinières (km 24)
- Smermesnil (km 30)
- Foucarmont (km 38)
- Richemont (km 45)
- Aumale (km 57)
- Poix-de-Picardie (km 74)
- Conty (km 88)
- Ailly-sur-Noye (km 104)
- Moreuil. (km )

La section entre Aumale et Poix-de-Picardie était numérotée :
- entre Aumale et Le Coq Gaulois : RN 15BIS (devenue route nationale 29 puis RD 929 et RD 1029)
- entre Le Coq Gaulois et Poix-de-Picardie : RN 29

Excepté la section Aumale-Poix-de-Picardie, la RN 320 a été déclassée en RD 920.